# Џеклин Вилсон
Џеклин Вилсон (Бат, 17. децембар 1945) енглеска је дечија списатељица, носилац титуле Дама коју додељује Орден Реда Британског царства. Њени романи се углавном баве контроверзним темама као што су усвајање, развод и душевне болести. За свој допринос у области дечје књижевности, Вилсон је у 2014. години номинована у Великој Британији за међународну награде Ханс Кристијан Андерсена.
Вилсон је аутор многих серија књига. Њена серија књига о Трејси Бикер која је почела 1991. године са романом Приче о Трејси Бикер (енгл. The Story of Tracy Beaker) који обухвата три наставка и адаптирана је у четири CBBC телевизијска серијала: Трејси Бикер се враћа (енгл. Tracy Beaker Returns), Ђубриште (енгл. The Dumping Ground) и Дневник о преживљавању Трејси Бикер (engl. ТheTracy Beaker Survival Files).

## Живот и каријера
Џеклин Вилсон је рођена у Батy, Самерсет, 1945. године. Њен отац је био државним службеник а мајка је била трговац антиквитетима. Џеклин је провела највећи део свог детињства у предгарађу Лондона, Кингстон на Темзи и тамо је завршила основну школу. Била је маштовито дете и волела је да чита и смишља приче. Посебно је волела књиге од Ноела Стретфилда, као и америчке класике. Свој први "роман" је написала са девет година и имао је двадесет једну страну . Ова прича Упознајте Меготсе (енгл. Meet The Maggots) је о породици са седморо деце. Иако је била добра у енглеском језику, математика је није нимало занимала и често је на часовима гледала кроз прозор и маштала уместо да прати наставу, тако да јој је једна од наставница дала надимак "Сањарка Џеки". Џеклин је касније овај надимак употребила за наслов првог дела аутобиографије.
У школи је била добар ђак. Након основне школе, похађала је гимназију Coombe Girls' School, где и даље редовно долази у посету. Једна од сала за предавање Универзитета Кингстон је добила име по њој. Након што је напустила школу са 16 година, почела је обуку за секретарицу али се затим пријавила за посао у издавачкој кући  ДЦ Томпсон чија је централа била у шкотском граду Данди, да ради на новом магазину за девојчице Џеки. Издавачка кућа ДЦ Томпсон је понудила посао седамнаестогодишњој девојци након што је у редакцију послала причу о опасностима тинејџерских дискотека. Док је радила у новинама заљубила се у штампача Милера Вилсона. Када је Милер почео да ради у полицији, пар се због његовог посла сели на југ и венчавају се 1965. године када је Џеки имача 19 година. Две године касније добијају ћерку Ему. Развели су се 2004. године.
Од тренутка када се Џеклин Вилсон посветила писању, написала је два криминалистичка романа пре него што је постала дечји посац. Са 40 година Џеклин је полагала матурски испит из енглеског језика и добила најбољу оцену (grade A). Написала је 40 књига са којима је имала променљив успех све до 1991. године када је славно наступила са романом Прича о Трејси Бикер, коју је издала кућа Даблдеј.
Две деценије касније, Вилсон живи у викторијанској вили у Кингстону на Темези. Њена кућа је препуна књига; библиотека од 15000 књига се протеже и на помоћну зграду у башти. Она и даље страсно чита - чита једну књигу недељно упркос бројним свакодневним обавезама. Њени омиљени писци за одрасле су Кетрин Менсфилд и Силвија Плат. Џеклин је такође у својој вили окружена старинским предметима из детињства као што је коњић на љуљање и старе лутке, а има и јединствен стил облачења; позната је по томе да носи црну одећу и мноштво великог прстења.
Вилсон је донатор хуманитарне организације Моментум из Кингстона на Темзи која помаже деци (и њиховим породицама) из области Сари која се лече од рака, а такође је донатор организације за заштиту Парка Ричмонд.